# Рахул Колі
Рахул Колі (англ. Rahul Kohli, нар. 13 листопада 1985, Лондон , Велика Британія) — британський актор. Він найбільш відомий своїми телевізійними ролями Раві Чакрабарті в «Я — зомбі», Овен Шарма в «Привиди маєтку Блай», Наполеон Ашер у «Падіння дому Ашерів».

## Біографія
Колі народився в Англії в родині індійських іммігрантів. Його мати виросла в Таїланді, а батько провів свої ранні роки в Кенії. Двоє його бабусь і дідусів народилися в частинах Британської Індії, які припадають на територію сучасного Пакистану.
Колі відвідував середню школу Нортхолта, а пізніше вступив до Аксбриджського коледжу, щоб вивчати медіа.
У 2006 році стажувався в трупі Questors Theatre.

## Кар'єра
Колі отримав головну роль у телесеріалі «Я — зомбі» (2015–19) як доктора Раві Чакрабарті. Він з'явився у всіх 71 епізодах шоу. Інші відомі роботи включають фільм 2018 року «Щаслива річниця», телесеріал «Супердічина» (2017–19) та мультсеріал «Гарлі Квінн» (2019–20). Колі зіграв роль Овена Шарми в «Привиди маєтку Блай» від Майка Фланагана, який вийшов у жовтні 2020 року. Далі він знявся в «Опівнічна меса», надприродному міні-серіалі жахів, також створеному Фланаганом в ролі шерифа Хасана Шабаза. Серіал вийшов у вересні 2021 року.

## Особисте життя
У липні 2018 року Колі оголосив про заручини з Ясмін Моллоу.
Крім акторської майстерності, Колі відомий своєю підтримкою футбольної команди «Ліверпуль».

## Фільмографія
| Рік       |    | Українська назва                    | Оригінальна назва                   | Роль            |
| --------- | -- | ----------------------------------- | ----------------------------------- | --------------- |
| 2008      | с  | Моє святкове пекло заручників       | My Holiday Hostage Hell             | Наві            |
| 2012      | с  | Холбі Сіті                          | Holby City                          | Кел Нельсон     |
| 2013      | с  | Жителі Іст-Енду                     | EastEnders                          | Менеджер        |
| 2015—2019 | с  | Я — зомбі                           | iZombie                             | Раві Чакрабарті |
| 2016      | ф  | Гангстери, азартні гравці           | Gangsters Gamblers Geezers          | Дев             |
| 2016      | с  | Червоні проти синіх                 | Red vs. Blue                        | Мейл Текс       |
| 2016—2017 | с  | Супердівчина                        | Supergirl                           | Джек Сфір       |
| 2018      | ф  | Щаслива річниця                     | Happy Anniversary                   | Ед              |
| 2019—2020 | мс | Гарлі Квінн                         | Harley Quinn                        | Джонатан Крейн  |
| 2019      | вг | Rage 2                              | Rage 2                              | Гарсіа          |
| 2019      | вг | Gears 5                             | Gears 5                             | Фез Чутані      |
| 2020      | мс | Ракетник                            | The Rocketeer                       | Аруш Чена       |
| 2020      | с  | Привиди маєтку Блай                 | The Haunting of Bly Manor           | Овен Шарма      |
| 2021      | вг | Fortnite                            | Fortnite                            | Походження      |
| 2021      | с  | Опівнічна меса                      | Midnight Mass                       | Шериф Хасан     |
| 2022      | ф  | Наступний вихід                     | Next Exit                           | Тедді           |
| 2022      | вг | Ghostbusters: Spirits Unleashed     | Ghostbusters: Spirits Unleashed     | Тобін           |
| 2022      | с  | Опівнічний клуб                     | The Midnight Club                   | Вінсент Беггс   |
| 2023      | с  | Падіння дому Ашерів                 | The Fall of the House of Usher      | Наполеон Ашер   |
| 2023      | вг | Warhammer 40,000: Boltgun           | Warhammer 40,000: Boltgun           | Малум Каедо     |
| 2023      | вг | Stray Gods: The Roleplaying Musical | Stray Gods: The Roleplaying Musical | Мінотавр        |
| 2023      | вг | Call of Duty: Modern Warfare III    | Call of Duty: Modern Warfare III    | Рупер Капор     |
| 2024      | с  | Смерть, та інші подробиці           | Death and Other Details             | Суніл Бхандарі  |
| 2024      | ф  | Життя Чака                          | The Life of Chuck                   | Брі             |
| 2025      | ф  | Електричний штат                    | The Electric State                  | Майлз Вотлоу    |
| 2025      | с  | Ми були брехунами                   | We Were Liars                       | Ед Патіл        |